# Bourse subtendineuse iliaque
La bourse subtendineuse iliaque est une bourse synoviale du membre inférieur située au niveau de la cuisse.

## Description
La bourse subtendineuse iliaque est située entre le tendon terminal du muscle ilio-psoas et le petit trochanter.